# Салетто
Салетто (італ. Saletto, вен. Sałetto) — муніципалітет в Італії, у регіоні Венето, провінція Падуя.
Салетто розташоване на відстані близько 380 км на північ від Рима, 70 км на захід від Венеції, 34 км на південний захід від Падуї.
Населення — 2767 осіб (2014).

## Демографія
Населення за роками:

Станом на 31 грудня 2014 року в муніципалітеті офіційно проживали 154 іноземці з 14 країн, серед них 43 громадяни країн Євросоюзу та 11 громадян України.

## Сусідні муніципалітети
- Мельядіно-Сан-Фіденціо
- Монтаньяна
- Новента-Вічентіна
- Оспедалетто-Еуганео
- Пояна-Маджоре
- Санта-Маргерита-д'Адідже